# Youcef Guertil
Youcef Guertil est un footballeur algérien né le 11 mars 1997 à Oran. Il évolue au poste d'allier droit à l'IRB El Kerma.

## Biographie
Youcef Guertil débute en première division algérienne avec son club formateur le MC Oran. Il dispute 47 matchs en inscrivant deux buts.